# Luciola aquatilis
Luciola aquatilis là một loài bọ cánh cứng trong họ Đom đóm (Lampyridae). Loài này được Thancharoen in Thancharoen, Ballantyne, Branham & Jeng miêu tả khoa học năm 2007.